# 于美文
于美文（1922年5月—2020年3月3日）是一位中国光学信息处理专家，北京理工大学教授。

## 生平
1922年5月出生山东安丘。1948年10月毕业于西北大学。曾在甘肃科学教育馆工作。1950年9月进入华北大学工学院工作（1952年改称北京工业学院，1988年改称北京理工大学），1953年参与创建军用仪器专业，历任助教、讲师、副教授、教授，1983年获批为博士生导师。曾兼任国家科委发明评选委员会评选委员、国家自然科学基金委员会光学学科评审委员等职。1986年7月加入中国共产党，1991年9月退休。1992年开始享受国务院政府特殊津贴。长期从事物理光学和全息学教科研工作，在干涉计量、全息显示技术、全息元件应用、白光图像处理等研究上有重要成果。2020年3月3日21时32分在北京逝世，终年97岁。

## 著作
- 于美文等 (编). . 国防工业出版社. 1984年6月.
- 于美文; 张静方. . 科学出版社. 1989年2月. ISBN 7030008375.
- 于美文; 张静方. . 高科技教育丛书. 北京教育出版社. 1995年2月. ISBN 7530306081.
- 于美文. . 北京理工大学出版社. 1996年8月. ISBN 9787810451161.
- 于美文; 张存林; 杨永源. . 高等教育出版社. 1997年7月. ISBN 704005549X.